# Bella de Beer

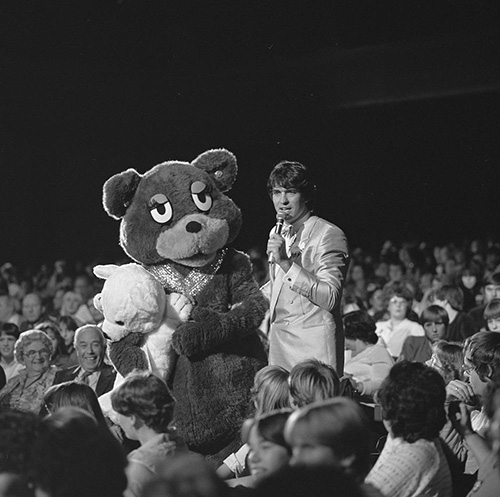
Bella Beer en Ron Brandsteder

Belle de Showbizbeer, beter bekend als Bella de Beer, kortweg Bella Beer, was het geesteskind van Ron Brandsteder en van 1978 tot 1983 zijn assistente in de Showbizzquiz, een Nederlands spelprogramma. De beer verwierf een iconische status en Brandsteder schreef liedjes over haar, waarvan Lieve Belle Beer in 1981 de Nederlandse Top 40 bereikte. Dat jaar werd een apart amusementsprogramma gemaakt met Bella in de hoofdrol: Ron en Bella op vakantie. Een jaar later werd verklapt wie in het kostuum van Bella speelden: dat waren afwisselend Zillah Emanuels en Tilly Rutte.